# Giải mã mê cung: Lối thoát tử thần
Giải mã mê cung: Lối thoát tử thần (tên gốc tiếng Anh: Maze Runner: The Death Cure, còn được gọi tắt là  The Death Cure) là phim hành động khoa học viễn tưởng năm 2018 của Hoa Kỳ do Wes Ball đạo diễn và T.S. Nowlin viết kịch bản, dựa trên tiểu thuyết The Death Cure của tác giả James Dashner. Đây là phần tiếp theo của bộ phim 2015 Maze Runner: The Scorch Trials và phần thứ ba cũng là phần cuối cùng trong loạt phim Maze Runner. Dàn diễn viên gồm Dylan O'Brien, Kaya Scodelario, Thomas Brodie-Sangster, Dexter Darden, Nathalie Emmanuel, Giancarlo Esposito, Aidan Gillen, Walton Goggins, Ki Hong Lee, Jacob Lofland, Katherine McNamara, Barry Pepper, Will Poulter, Rosa Salazar và Patricia Clarkson.
Maze Runner: The Death Cure ban đầu được 20th Century Fox phát hành vào ngày 17 tháng 2 năm 2017 tại Hoa Kỳ, nhưng studio đã lên kế hoạch cho bộ phim được công chiếu vào ngày 26 tháng 1 năm 2018 tại rạp chiếu phim và IMAX, cho thời gian O'Brien phục hồi chấn thương gặp phải trong quá trình quay phim.

## Nội dung
Thomas, Newt và Frypan là những người cuối cùng trong số "Gladers" miễn dịch với virus Flare đã tàn phá dân số thế giới. Họ và phe cánh tay phải tiến hành chiến dịch giải cứu nơi họ lấy được các Người khác từ một chuyến tàu do WCKD, một tổ chức chịu trách nhiệm bắt và thử nghiệm trên những đứa trẻ miễn dịch. Họ phát hiện ra rằng Minho, người bạn Glader còn lại của họ mà WCKD đã bắt được, không ở trên chuyến tàu đó, hướng đến "Thành phố cuối cùng", cơ sở hoạt động của WCKD. Chống lại mệnh lệnh của Vince, thủ lĩnh của Cánh tay phải, cả ba rời khỏi trại của họ để giải cứu Minho, người đang bị WCKD tra tấn với hy vọng phát triển cách chữa trị virus. Hướng đến Thành phố cuối cùng, cả nhóm bị Cranks tấn công, con người bị nhiễm Flare. Tuy nhiên, họ được cứu bởi Jorge và Brenda, những người tham gia cùng họ.
Cả nhóm đi đến bức tường của Thành phố cuối cùng, nơi bảo vệ thành phố khỏi Cranks. Bên ngoài bức tường, mọi người đang biểu tình phản đối để được vào thành phố. Khi WCKD nổ súng vào những người biểu tình, cả nhóm bị bắt bởi một đội ngũ những người đàn ông đeo mặt nạ và được đưa đến một nơi ẩn náu. Một trong những người đàn ông đeo mặt nạ được tiết lộ là Gally, người đã sống sót sau cuộc tấn công của Minho. Gally đưa họ đến gặp Lawrence, một thủ lĩnh nổi loạn cho những người bên ngoài bức tường, người giúp họ vào Thành phố cuối cùng thông qua một lối vào bí mật. Gally dẫn Thomas và Newt đến thành phố và phát hiện ra Teresa, Gally nói với Thomas rằng anh ta có thể đưa họ vào trụ sở của WCKD. Newt sau đó tâm sự với Thomas rằng anh ta bị nhiễm bệnh. Hứa sẽ chữa cho anh, cả ba bắt Teresa.
Ngụy trang thành những người lính WCKD, Thomas, Newt và Gally hộ tống Teresa bên trong trụ sở WCKD và hướng tới vị trí của Người di cư. Gally chăm sóc những đứa trẻ Miễn dịch và ở lại để tìm một loại huyết thanh làm chậm Flare, trong khi Thomas, Newt và Teresa đi tìm Minho. Họ bị phát hiện và truy đuổi bởi Janson. Teresa cho phép họ trốn thoát để tìm Minho trước khi gấp rút làm xét nghiệm máu trên máu của Thomas, thứ mà cô có được khi gỡ bỏ máy theo dõi khỏi Gladers.
Sau khi giao những đứa trẻ miễn dịch và huyết thanh cho Brenda, Gally quay trở lại trụ sở WCKD để tìm Thomas. Brenda bị buộc phải chạy trốn cùng với những đứa trẻ Miễn dịch để tránh bị bắt. Khi có mặt, Thomas và Newt tái hợp với Minho trong cánh y tế. Teresa phát hiện ra rằng máu của Thomas có thể chữa được Flare. Cô chia sẻ khám phá của mình với lãnh đạo của WCKD, Ava Paige, cả hai đồng ý rằng họ phải tìm Thomas. Brenda và những đứa trẻ miễn dịch thoát khỏi WCKD với sự giúp đỡ của Frypan. Trong khi đó, Lawrence tập hợp những kẻ nổi loạn của mình bên ngoài thành phố trước khi thổi một lỗ trên tường thành, hy sinh bản thân để cho phép các đồng minh và những người bị nhiễm bệnh xông vào thành phố. Gally tìm thấy Thomas, Minho và Newt. Newt, gửi Minho và Gally đi trước để lấy huyết thanh từ Brenda, đưa cho Thomas một mặt dây chuyền trước khi bất tỉnh. Teresa truyền giọng nói của mình khắp thành phố, nói với Thomas rằng máu của anh ta có thể cứu Newt nếu anh ta chỉ trở về WCKD. Newt, gần như bị Flare tiêu diệt, lấy lại ý thức và tấn công Thomas, trong khi cầu xin Thomas giết anh ta. Khi Thomas từ chối, Newt - không còn lựa chọn nào khác - tự đâm mình.
Thomas tìm đường quay trở lại WCKD và đối đầu với Ava, tuy nhiên, cô bị giết bởi Janson, người bị nhiễm Flare. Janson đánh bật Thomas ra và kéo anh ta đến một phòng thí nghiệm nơi Teresa sẵn sàng lấy máu của anh ta. Tuy nhiên, anh tiết lộ rằng anh chỉ thực sự quan tâm đến việc chữa cho mình và những người khác mà anh cảm thấy xứng đáng, điều đó dẫn đến việc Teresa quay lưng lại với anh. Sau một trận chiến, Janson bị Cranks giết chết, cho phép Thomas và Teresa trốn thoát lên sân thượng, nơi Teresa đưa cho Thomas một lọ thuốc với phương thuốc. Các đồng minh của họ đột nhiên xuất hiện trên một chiếc máy bay: Thomas làm cho nó lên máy bay, nhưng Teresa chết khi trụ sở tự sụp đổ.
Cả nhóm đoàn tụ với phần còn lại của Người di cư và Cánh tay phải, trốn thoát đến một nơi trú ẩn an toàn, nơi dân số còn lại có thể sống an toàn. Ở đó, Thomas phát hiện ra rằng mặt dây chuyền mà Newt đã cho anh ta có một ghi chú trong đó. Vẫn bị tổn thương bởi cái chết của bạn bè, anh ta đọc ghi chú, trong đó Newt bảo anh ta chăm sóc mọi người, trước khi cảm ơn Thomas vì đã là bạn của anh ta. Trong khi đứng trên bãi biển và nhìn ra biển, Thomas lấy lọ thuốc ra khỏi túi và trông chờ vào mặt trời mọc.